# Abraham van Suchtelen
Abraham van Suchtelen (Amsterdam, 2 februari 1710 - Batavia, 26 april 1760) was een VOC-bestuurder. Hij was opperhoofd in Basra tot 1742, en in 1750-1751 opperhoofd in Desjima.
Abraham van Suchtelen  was de zoon van Gerard van Suchtelen (1671-1722), in 1685 boekhouder van de O.I. Comp. ter Kamer Hoorn en kreeg een aanstelling bij de O.I. Comp. ter Kamer Amsterdam. Gerard trouwde in 1698 met Agatha ter Borch (1675-1756). Het echtpaar liet een aantal kinderen dopen, waaronder Abraham.
Van Suchtelen kwam in 1731 uit voor de VOC kamer te Amsterdam, twee jaar later was hij onderkoopman, en vanaf 1734 secunde te Basra. In 1736 werd hij in Gamron aan de Straat van Hormuz aangesteld.
Abraham was een achterkleinkind van Dirck van Suchtelen, die als bewindhebber van VOC kamer te Hoorn samen met andere regenten is geschilderd door Jan de Baen.
Zijn grootvader Nicolaas van Suchtelen (1656-1715) was burgemeester van Hoorn, en bewindhebber van de VOC. Na zijn overlijden is een "Catalogus van Schilderyen van den Burgemeester Nicolas van Suchtelen, verkogt den 17 April 1715 in Hoorn" opgemaakt.

## Trivia
- Hendrik Jacob van Suchtelen (Deventer, 20 november 1711 - Batavia, 30 oktober 1753), groot-winkelier en buitengewoon Raad van Indië zou zijn neef zijn geweest.

## Bron
Wijnandts van Resandt, W. (1944) De gezaghebbers der Oost-Indische Compagnie op hare buiten-comptoiren in Azië, p. 166.